# Tihhon Šišov
Tihhon Šišov (* 11. února 1983) je estonský fotbalový obránce a reprezentant, který naposledy hrál v estonském klubu Maardu Linnameeskond.

## Klubová kariéra
Mimo estonské kluby FC Puuma Tallinn, FC Levadia Tallinn a FC Pärnu Levadia působil ještě v maďarském Győri ETO FC (velmi krátké angažmá) a ázerbájdžánském FK Xəzər Lənkəran. V Xəzəru Lənkəran podepsal dvouletou smlouvu od ledna 2010, ale po roce a půl měl s klubem problémy ohledně výplat a dokumentace pro uvolnění do jiného klubu.
V odvetě třetího předkola Ligy mistrů 2013/14 7. srpna 2013 proti českému celku FC Viktoria Plzeň fauloval v pokutovém území Daniela Koláře, nařízený pokutový kop proměnil Pavel Horváth a srovnal na 1:1. Kalju nakonec prohrálo 2:6 a z Ligy mistrů vypadlo.

## Reprezentační kariéra
Působil v estonské reprezentaci U21. V A-mužstvu Estonska debutoval 30. listopadu 2004 ve střetnutí na turnaji Kings Cup 2004 proti domácímu Thajsku, které skončilo porážkou pobaltské země 3:4 v penaltovém rozstřelu. Tihhon odehrál celý zápas.
Šišov již odehrál přes 40 utkání za Estonsko, reprezentační trenér Tarmo Rüütli jej využíval i v době, kdy přibližně dva roky nehrál na klubové úrovni (kvůli peripetiím s kontraktem v FK Xəzər Lənkəran).